# Rodolfo Valenzuela Núñez
Rodolfo Valenzuela Núñez (n. Quetzaltenango, Guatemala, 26 de junio de 1954) es un obispo católico guatemalteco. Que actualmente es presidente de la Conferencia Episcopal de Guatemala, desde 2023, y obispo de Verapaz desde 2001.
Fue ordenado sacerdote en 1980. Ha sido Obispo coadjutor de Verapaz entre 1997 y 2001. Actualmente ejerce de Obispo de dicha diócesis, miembro del Pontificio Consejo para la Promoción de la Unidad de los Cristianos.

## Biografía
Nació en la ciudad guatemalteca de Quetzaltenango, el día 26 de junio de 1954. Cuando era joven, al descubrir su vocación religiosa decidió entrar al Seminario Diocesano, en el cual realizó su formación eclesiástica y finalmente el 28 de junio de 1980 fue ordenado sacerdote. Tras su ordenación, ejerció su ministerio pastoral en diferentes parroquias de su diócesis.
Al cabo de los años, el 19 de febrero de 1997 fue nombrado por el papa Juan Pablo II, como Obispo coadjutor de la Diócesis de Verapaz. Al ser elevado al episcopado eligió como lema, la frase: "Instaurare Omnia Christo" (en latín).
Recibió la consagración episcopal el 19 de abril de ese año, a manos del obispo Mons. Gerardo Humberto Flores Reyes y de sus co-consagrantes, el entonces Nuncio Apostólico en el país Mons. Giovanni Battista Morandini y el entonces Arzobispo de Los Altos Quetzaltenango-Totonicapán Mons. Víctor Hugo Martínez Contreras.
Con la jubilación de Mons. Gerardo Humberto Flores Reyes, en su sucesión desde el 22 de febrero de 2001, es el nuevo Obispo de Verapaz desde entonces.
Al mismo tiempo desde el día 22 de julio de 2014, tras haber sido llamado por el papa Francisco, es miembro del Pontificio Consejo para la Promoción de la Unidad de los Cristianos de la Santa Sede. Y además ejerce como Presidente de la Conferencia Episcopal de Guatemala (CEG).
El 28 de abril de 2020 fue confirmado como miembro del Pontificio Consejo para la Promoción de la Unidad de los Cristianos in aliud quinquennium.